# Ortigosa (Leiria)
Ortigosa ist ein Ort und eine ehemalige Gemeinde (Freguesia) im portugiesischen Kreis Leiria. Die Gemeinde hatte 1979 Einwohner (Stand 30. Juni 2011).
Am 29. September 2013 wurden die Gemeinden Ortigosa und Souto de Carpalhosa zur neuen Gemeinde União das Freguesias de Souto de Carpalhosa e Ortigosa zusammengeschlossen.